# Julian Wagstaff
Julian Wagstaff, né en 1970 à Édimbourg (Écosse), est un compositeur britannique de musique classique, pour le théâtre et d'opéras.

## Biographie
Né à Édimbourg, Wagstaff étudie tout d'abord l'allemand et la politique en Allemagne et obtient un diplôme de l'université de Reading en 1993. Wagstaff travaille en tant que traducteur et interprète de l'allemand avant de se tourner professionnellement vers la musique à la fin des années 1990. Son intérêt pour la langue et l'histoire politique subsiste et est reflété dans une grande partie de sa musique et dans ses livrets pour le théâtre.
Il se fait connaître grâce à sa comédie musicale John Paul Jones (2001) fondée sur la vie de John Paul Jones, marin écossais et héros de la Révolution américaine. Produite à Édimbourg en 2001, c'est la première des œuvres du compositeur à atteindre un large public. En elle révèle le style de composition éclectique de Wagstaff (qui intègre souvent l'intégration de plusieurs styles très différents dans une même œuvre). John Paul Jones est reconstitué sous la forme d'un concert en 2010 en association avec le Scottish Chamber Orchestra.
À partir de 2001, le compositeur commence à étudier la composition musicale à l'université d'Édimbourg auprès de Nigel Osborne et obtient un diplôme de maîtrise en musique en 2002 puis un doctorat en 2008.
On retrouve l'intérêt personnel de Wagstaff pour l'histoire de l'Allemagne, et en particulier l'histoire de l'ancienne République démocratique allemande se retrouve dans Treptow pour orchestre à cordes (2005), qui est l'œuvre la plus jouée de son répertoire. Cette pièce, qui remporte le prix Emre Aracı (en), est inspirée par le mémorial soviétique situé dans le parc de Treptow à Berlin-est.
En août 2007, Julian Wagstaff produit son opéra de chambre d'une durée de 1 heure The Turing Testè à l'Edinburgh Festival Fringe. L'opéra tient son nom du test proposé par le mathématicien anglais Alan Turing pour intégrer une intelligence de niveau humain dans une machine. Son quintette pour piano est publié la même année sur un album du Quatuor d'Édimbourg enregistré par Calum Malcolm (en) et intitulé Frontiers and Bridges.
En 2011, Wagstaff reçoit une commande de la Royal Society of Chemistry pour une nouvelle œuvre destinée à célébrer l'année internationale de la chimie 2011. Le trio pour clarinette, violoncelle et piano intitulé A Persistent Illusion est créé par l'Ensemble des Hébrides le 12 décembre 2011,.
En 2013, le compositeur reçoit une commande de l'université d'Édimbourg pour écrire et produire un court opéra destiné à célébrer le tricentenaire de son école de chimie qui a lieu cette année-là. L’œuvre qui en résulte, intitulée Breathe Freely, se situe dans le contexte de la Seconde Guerre mondiale et est produite aux Assembly Rooms (Édimbourg) le 24 octobre 2013 dans une production parrainée par le Scottish Opera. Un enregistrement sur CD de l'opéra est commercialisé sur le label Linn Records en octobre 2015,.
Julian Wagstaff écrit et interprète de la musique rock sous le nom de Jules Reed. L'écrivain Rich Johnston (en) est son cousin.

## Œuvres principales
- 2001 : John Paul Jones (pièce musicale pour neuf chanteurs, orchestre de compagnie et théâtre)
- 2002 : Quintette avec piano (pour quatuor à cordes et piano
- 2004 : Ouverture symphonique de John Paul Jones (pour orchestre symphonique)
- 2004 : Sonate pour saxophone alto et piano
- 2005 : Treptow (pour orchestre à cordes)
- 2005 Treptow (pour quatuor à cordes)
- 2005 Symphonie pour orchestre de chambre
- 2007 : The Turing Test (opéra de chambre pour six voix et douze musiciens)
- 2011 : A Persistent Illusion (pour clarinette, violoncelle et piano)
- 2013 :Breathe Freely (opéra de chambre pour trois voix et trois musiciens)